# 莱曼 (怀俄明州)
莱曼（英語：Lyman），是美国怀俄明州尤因塔县（Uinta）下属的一座城市。该市的人口在2000年为1,938人，2010年有2,115，2011年则估计有2,102人。